# Aleksandra Skotxilenko

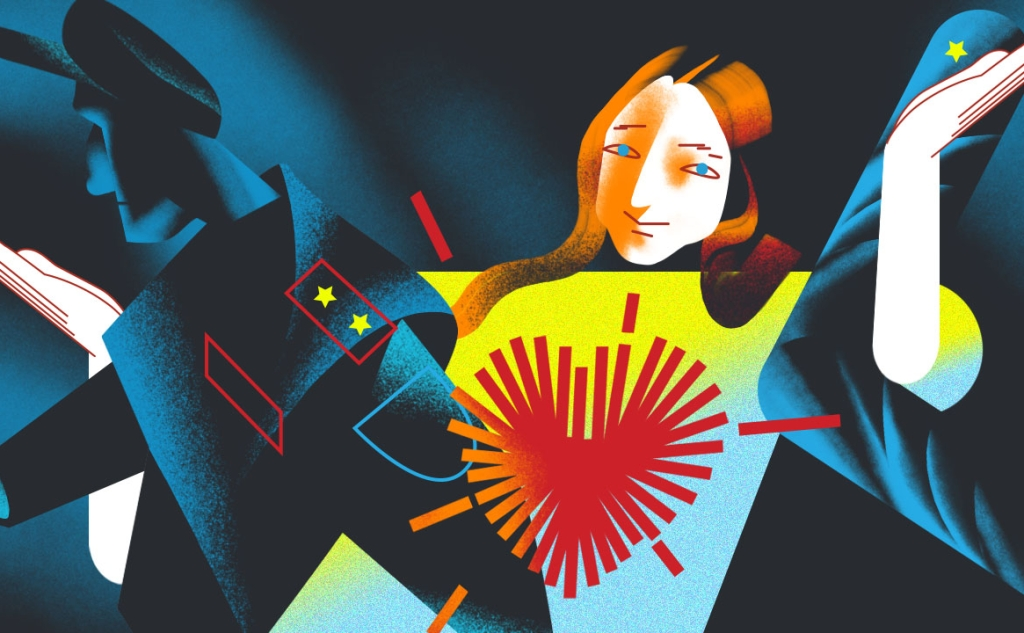
Il·lustració que representa Aleksandra Skotxilenko essent detinguda per la policia.

Aleksandra Iúrievna Skotxilenko (rus: Александра Юрьевна Скочиленко; nascuda el 13 de setembre de 1990), també coneguda com Sasha Skochilenko, és una artista, música i activista russa.
Skotxilenko va néixer a Leningrad, RSFS russa, Unió Soviètica (actualment Sant Petersburg, Rússia). És alumna del Smolny College of Liberal Arts and Sciences de la Universitat Estatal de Sant Petersburg. És autora del Llibre sobre la depressió (2014), que va ajudar a desestigmatitzar els problemes de salut mental a Rússia.

## Invasió russa d'Ucraïna
Després de participar en una protesta contra la invasió russa d'Ucraïna el 24 de febrer de 2022, Skotxilenko va ser multada amb 10.000 rubles.
El 31 de març, Skotxilenko va ser arrestada per "posar fragments de paper, en lloc d'etiquetes de preus, que contenien informació sobre l'ús de les forces armades russes" en un supermercat de Perekrestok. Els missatges que se li atribuïen incloïen informació sobre l'atac aeri del teatre de Mariupol el 16 de març: "L'exèrcit rus va bombardejar una escola d'art a Mariupol on unes 400 persones s'amagaven del bombardeig". Skotxilenko va ser empresonada durant vuit setmanes a l'espera del judici, acusada d'estar motivada per "l'odi polític a Rússia". En virtut de les lleis russes de notícies falses aprovades l'any 2022, s'enfronta a una condemna de fins a 10 anys de presó si el tribunal la troba culpable.En una carta des de la presó l'abril de 2022, Skotxilenko va escriure: "Va passar que represento tot allò que el règim de Putin no tolera: creativitat, pacifisme, LGBT, psicoil·lustració, feminisme, humanisme i amor per tot el que és brillant, ambigu, inusual". El 30 de maig, el Tribunal de Districte de Sant Petersburg va prorrogar la seva presó preventiva fins al juliol en una audiència a porta tancada. A principis de juny, va ser traslladada temporalment a un hospital psiquiàtric, on el personal es va negar a tractar-la del dolor abdominal que estava patint i es va negar a compartir informació sobre el seu estat amb el seu advocat i parella. El 30 de juny, el Centre per a la lluita contra l'extremisme del Ministeri de l'Interior rus va emetre un informe al·legant que Skotxilenko era membre del Vuitè Grup d'Iniciativa, que considerava un "grup feminista de protesta radical". Skotxilenko va negar conèixer el grup. Arran d'aquestes denúncies, el tribunal va allargar la seva presó preventiva fins al setembre.
Els grups de drets humans van expressar la seva preocupació per les condicions de la seva detenció, ja que pateix una malaltia celíaca, que requereix una dieta sense gluten a la qual no se li ha permès accedir de manera constant, cosa que li ha causat una pèrdua de pes important i problemes de salut durant la seva detenció. A més, a la seva parella se li ha denegat el permís per visitar-la mentre estava detinguda. En una entrevista al juliol a Radio Free Europe/Radio Liberty, Skotxilenko va manifestar encara més la seva preocupació pel possible maltractament, dient que ella i les altres presoneres de la seva cel·la s'havien vist obligades a netejar completament la cel·la a mà tres vegades al dia i la televisió de la cel·la estava limitada a pel·lícules de guerra i notícies progovernamentals sobre la invasió.
Va ser honrada com una de les 100 dones de la BBC el 2022.

### Sentència
El 16 de novembre de 2023 va ser condemnada, en un jutjat de Sant Petersburg, a set anys de presó per substituir les etiquetes de preus dels supermercats per consignes contra la invasió russa d'Ucraïna.